# Flemón dental

Un flemón dental es un absceso localizado en una encía, debida principalmente a la inflamación de una pieza dental dañada por traumatismo, por caries o por periodontitis. 

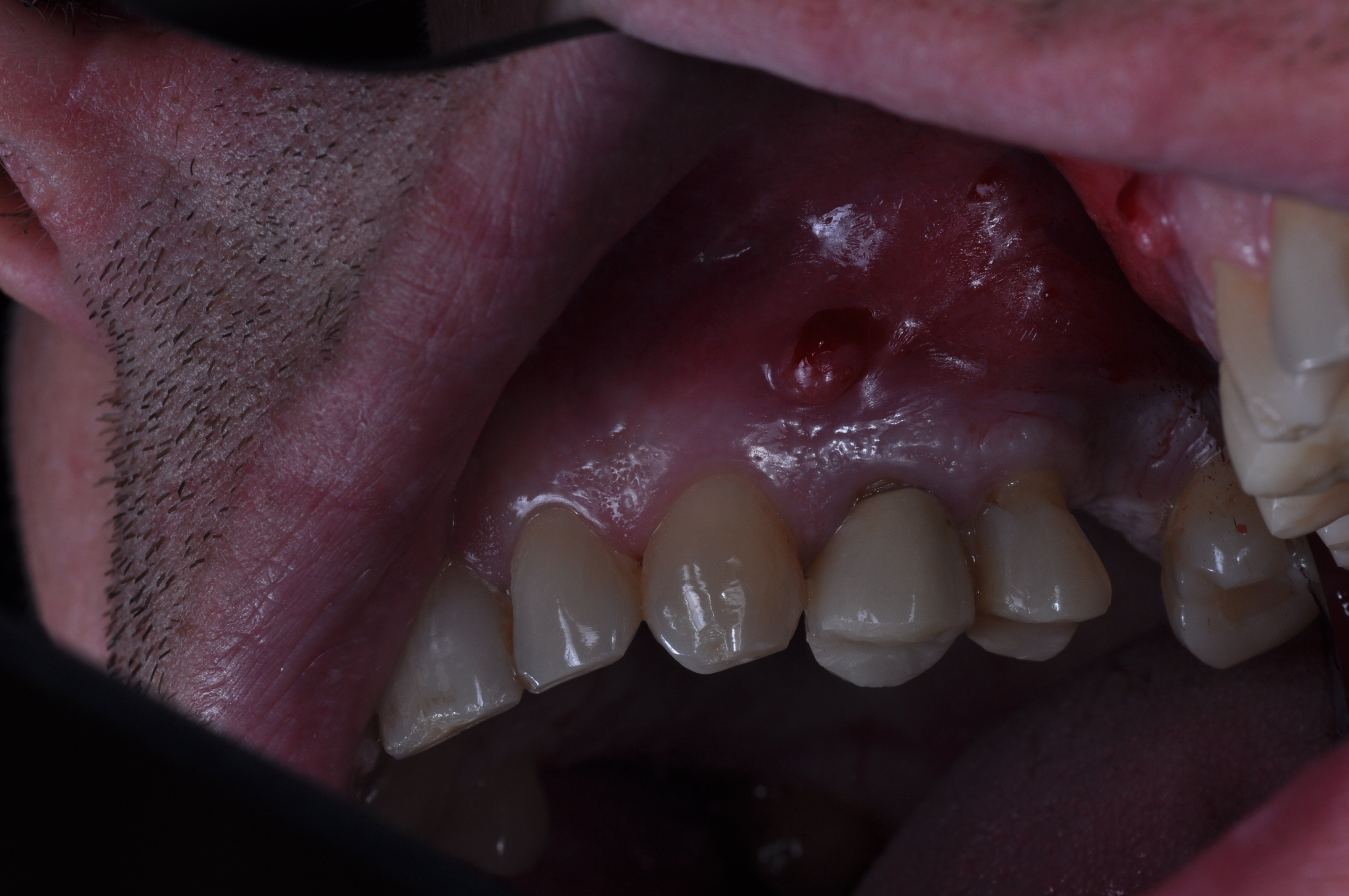
Flemón dental en relación con raíz de diente endodonciado

## Fisiopatología
Las aberturas en el esmalte dental permiten que las bacterias infecten el centro del diente o pulpa dentaria. La infección puede propagarse desde la raíz del diente hasta los huesos que lo sostienen ocasionando acumulación de pus e inflamación de los tejidos internos del diente.
A medida que la infección progresa va expandiéndose radialmente, yendo a buscar la vía de salida más corta, generalmente hacia las corticales que perfora, pero al quedar retenida en el periostio se forma el absceso subperióstico. Con el tiempo el periostio acaba por ceder, permitiendo el paso de la infección a los tejidos blandos circundantes, ya sean intrabucales (flemón) o extrabucales (celulitis).

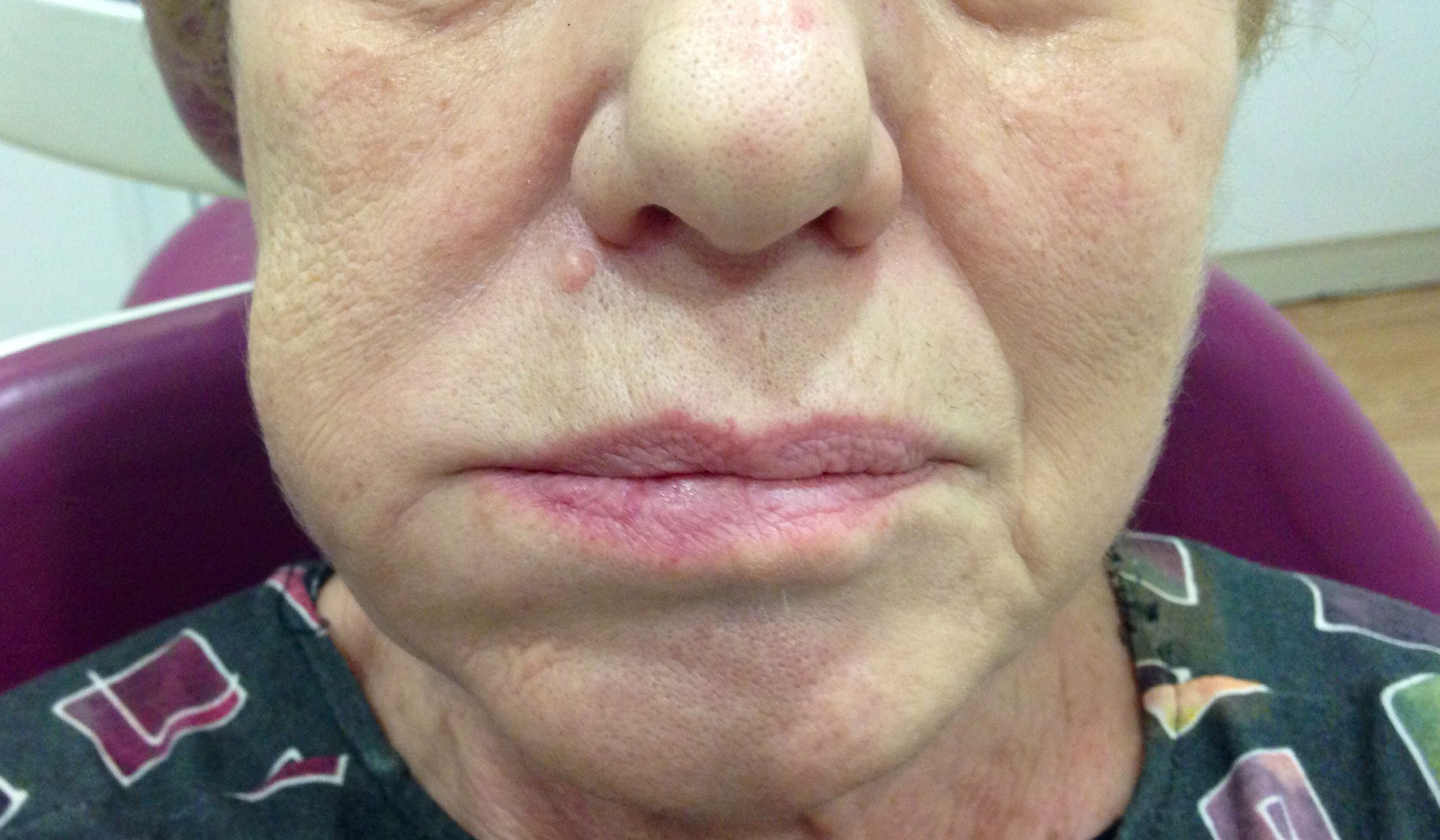
Flemón de origen dental

## Tratamiento
Inicialmente el médico suele prescribir un fármaco antiinflamatorio (para quitar el dolor y la inflamación) y un antibiótico (para eliminar la infección). Posteriormente el odontólogo valora si es precisa una intervención quirúrgica para remediar la causa del flemón dental.
Según la extensión de la lesión en algunos casos los dientes afectados por el flemón dental se pueden tratar mediante una endodoncia. Si la infección no remite con antibioticoterapia y endodoncia, suele ser necesario la extracción del diente dañado.

## Tipos
Existen cuatro tipos de absceso o flemón dental:
- Gingival
- Periodontal
- Periapical o dentoalveolar
- Pericoronal

## Prevención
Es fundamental una correcta higiene bucodental diaria, sobre todo después de las tres principales comidas.